# Boku no Pico
A Boku no Pico (ぼくのぴこ; Hepburn: Boku no Piko, ’jelentése magyarul: "Az én Picóm"’) egy japán OVA hentai sorozat, amit a Natural High készített. A producerek úgy írták le, hogy "a világ első shotacon animéje", elsősorban a férfi közönség számára készült. A sorozat három epizódból és az első epizód tartalmilag szerkesztett változatából áll, később egy egyrészes manga, egy számítógépes játék és egy zenei videóalbum is készült belőle.

## Karakterek
Az összes karaktert Saigado tervezte.
Pico
Pico (ぴこ; Hepburn: Piko)
Szinkronhangja: Sakou Mariko  (japán)
Egy szőke hajú fiú, aki nyáron részmunkaidőben dolgozik a nagyapja bárjában. Gyakran mutatják, miközben úszik, általában meztelenül vagy kék úszónadrágban. Lányruhákat hord, amióta Tamotsu (Mokkun) adott neki egyet ajándékba. Később, megbántva érezte magát, mert Tamotsu nem akart vele komolyabb kapcsolatot, hajvágással lázadt fel és elszökött otthonról, bár később kibékültek. A következő nyáron Pico épp biciklizik, aztán találkozik Chicóval, aki meztelenül úszik a patakban. Hamar összebarátkozik Chicóval, aki "Oniichannak" (bátyjnak) hívja, később romantikus és szexuális kapcsolat alakul ki kettejük között. Mind Mokkunnal, mind Chicóval való kapcsolatában ő az uke, habár az utóbbi kapcsolatban Pico a másik szerepet is rendszeresen gyakorolja.
Tamotsu
Tamotsu (タモツ), más néven Mokkun, egy fehérgalléros munkavállaló és törzsvendég a Bebe-nél. El akarja csábítani Picót, ugyanis azt hitte, hogy lány, később azonban rájön, hogy Pico fiú, ennek ellenére folytatja vele a szexkapcsolatot. Később egy lányos ruhát vesz Picónak, egy rubin gyűrűvel és bugyival kiegészítve, aminek a viselésére a kezdeti tiltakozása ellenére ráveszi Picót. Picót kizárólag szexuális tárgynak tekinti, bár később őszinte aggodalmát fejezi ki Pico iránt, miután elszökött. Bár végül kibékül Picóval, a második és a harmadik OVA-ban már nem szerepel. Picóval való kapcsolatában ő a szeme.
Ojiisan
Ojiisan (おじいさん)  Pico nagyapja, aki egy nagy, de általában üres bárt üzemeltet a Bebe nevű strand mellett. Amikor Tamotsu meglátogatja őt nyáron, megkéri Picót, hogy szolgálja ki Tamotsut, miközben fodros rózsaszín kötényt visel. Bemutatja Picót Tamotsunak, és azt javasolja, hogy töltsenek együtt egy kis időt.
Chico
Chico (ちこ; Hepburn: Chiko)
Szinkronhangja: Ōkubo Aiko  (japán)
Egy barna fiú, aki nővérével él egy nagy házban egy félreeső erdőben, és a második epizódban szexuális kapcsolatot alakít ki Picóval. Fiatalabb és kevésbé tapasztalt szexuálisan, mint Pico. Gyakran játszik a szabadban meztelenül, és titokban nézi a nővérét önkielégítés közben. Kora ellenére Chico a szeme a legtöbb esetben, bár kapcsolata Picóval némileg változatos.
Oneesan
Oneesan (お姉さん) Chico nővére és törvényes gyámja. Szexuálisan frusztrált személyiség, ez betudható annak, hogy vigyáznia kell Chicóra, illetve annak is, hogy elszigetelve élnek. A fiúk a hálószobája mennyezetének repedésén keresztül látják, ahogy Oneesan maszturbál, ennek hatására a fiúk elkezdenek "kísérletezni". Hatalmas szexjáték és Cosplay ruha gyűjteménye van, amelyeket Pico és Chico az engedélye nélkül használ a későbbiekben. Később magához nyúl, amikor az élelmiszerboltból hazatérve megtalálja a fiúkat szex közben.
CoCo
Coco (ここ; Hepburn: Koko) egy nőies megjelenésű, hosszú, fekete hajú fiú, akivel Pico és Chico a harmadik epizódban találkozik. Finoman arra utalnak, hogy CoCo valójában egy úgynevezett "városi tündérke", ugyanis furcsa dolgok történnek ott, ahol éppen tartózkodik, bár ezt soha nem erősítik meg. CoCo hamarosan szexuális kapcsolatot kezd el ápolni Picóval és Chicóval. Miután némi súrlódás történik a kapcsolatukban, CoCo úgy dönt, megszakítja a kapcsolatot Picóval és Chicóval, bár a Tokyo toronyban újra találkoznak egymással, és végül egy édeshármassal zárják le a harmadik, egyben utolsó részt. Ő a három ukéből a fő uke, de ez változó.

## Média

### OVA-k
Három OVA jelent meg. Mindhármat Katsuyoshi Yatabe rendezte, a producer pedig a Natural High volt. Az elsőt, a My Pico-t (magyarul: Az én Picóm) a Soft on Demand adta ki DVD-n 2006. szeptember 7-én. A másodikat, a Pico & Chico-t 2007. április 16-án adták ki. A harmadik epizód, a Pico & CoCo & Chico pedig 2008. október 9-én jelent meg.
A Soft on Demand 2007. április 19-én kiadott egy dobozkészletet, amely az első két epizódot és a zenei CD-t tartalmazzta. 2007. november 11-én az első OVA-t más forgatókönyvvel újraszerkesztették, és Pico: My Little Summer Story (jelentése magyarul: Pico: Az én kis nyári sztorim) címmel adták ki újra. A szerkesztett változat az egyetlen a sorozatból, amely megfelelő a 18 éven aluli nézők számára.
1
„My Pico”2006. szeptember 7.Egy Pico nevű, lányos fiú, aki nyáron elkezd dolgozni nagyapja bárjában, abban a reménykedve, hogy barátokat szerezhet. Hamarosan találkozik egy Tamotsu "Mokkun" nevű férfival, aki elcsábítja őt, mert lánynak hiszi. Később Mokkun házában Pico megkérdezi Mokkunt, hogy mit gondol róla, de az nem válaszol. Pico elszalad és levágja a haját. Mokkun megkeresi őt, és az epizód végén kibékülnek. 

2
„Pico & Chico”2007. április 19.Pico találkozik egy Chico nevű fiúval, aki meztelenül úszik a patakban, és a két fiú összebarátkozik. Később Chico házában Chico felviszi Picót a padlására, ahol mindketten kémkednek Chico nővére után, miközben az maszturbál. Pico ekkor megmutatja Chicónak, hogy a fiúk is képesek erre, és elkezdenek szexelni. 

-
„Pico: My Little Summer Story”2007. november 11.Az első OVA megszerkesztett változata, 18 éven aluliak számára alkalmasabb tartalommal. 

3
„Pico & CoCo & Chico”2008. október 9.Pico és Chico találkozik egy CoCo nevű fiúval, aki a metró alatt él egy rejtekhelyen. Pico lassan beleszeret CoCóba, ami miatt megkérdőjelezi a Chico iránti érzéseit. A helyzet tovább súlyosbodik, amikor Pico egy éjszaka rajtakapja CoCót és Chicót. Végül kibékülnek, és egy édeshármast tartanak a Tokiói torony tetején. 

### Manga
Készült belőle egy egyrészes manga, Ame no Hi no Pico to Chico (雨の日のぴことちこ, ’jelentése magyarul: Egy esős nap Pico és Chico számára’), amit Madoka Aoi írt és 2007 májusában jekent neg a Hanaota számában

### Visual novel
2008. április 6-án a producer blogján megerősítették, hogy a elkezdték készíteni a Pico to Chico — Shota Idol no Oshigoto (ぴことちこ ショタアイドルのオシゴト; Hepburn: Pikotochiko shotaaidoru no oshigoto) játékot, amit a Tinkorbell (てぃんこーべる; Hepburn: Tinkōberu)  adott ki 2010. október 15-én.

### Zenei videóalbum
2009. július 9-én Japánban megjelent a Boku no Pico PV Song Collection: Boku, Otoko no Ko dayo (ぼくのぴこ PV Song Collection: 〜ぼく、男の子だよ〜, ’jelentlse magyarul: "Az én Picóm PV dal összeállítás: Fiú vagyok"’) című zenei videóalbum. 30 perc hosszú, és több mint 8 zenei videót tartalmaz az OVA-k szereplőivel. Mindegyik videóhoz van a karaoke lehetőség 